# Ана Пјатих
Ана Пјатих (рус. Анна Викторовна Пятых; Москва 4. април 1981) је руска атлетичарка специјалиста за троскок и скок удаљ.
Чланица је АК Руска армија. Тренери су јој Витолд Крер и Евгеније Тераваносов. Пјатихова је висока 1,75 m, а тешка 64 kg.
Ана Пјатих је првак Русије у 2004. (14,96 м и 2006. (14,67 м. На међународном плану, она је једном освојила сребрну Светскм првенству у дворани 2006. и четири пута бронзане медаље: две на Светским првенствима 2005. у Хелсинкију и 2009. у Берлину једну у дворани 2010. у Дохи, и једну на Европско првенство 2006. у Гетеборгу., а учествовала је и на 2004. у Атини и 2008. у Пекингу.

## Значајнији резултати у троскоку
| Год.   | Такмичење                   | Место                           | Плас.  | Рез.   |        |
| Русија | Русија                      | Русија                          | Русија | Русија | Русија |
| ------ | --------------------------- | ------------------------------- | ------ | ------ | ------ |
| 2002   | Европско првенство          | Минхен, Немачка                 | 8      | 14,08  |        |
| 2003   | Светско првенство у дворани | Бирмингем, Уједињено Краљевство | 4      | 14,35  |        |
| 2003   | Светско првенство           | Париз, Француска                | 4      | 14,72  |        |
| 2004   | Олимпијске игре             | Атина Грчка                     | 8      | 14,79  |        |
| 2005   | Светско првенство           | Хелсинки Финска                 |        | 14,78  |        |
| 2006   | Светско првенство у дворани | Москва Русија                   |        | 14,93  |        |
| 2006   | Европско првенство          | Гетеборг Шведска                |        | 15,02  |        |
| 2007   | Светско првенство           | Осака, Јапан                    | 4      | 14,88  |        |
| 2008   | Светско првенство у дворани | Валенсија Шпанија               | 11     | 13,99  |        |
| 2008   | Олимпијске игре             | Пекинг, Кина                    | 8      | 14,73  |        |
| 2009   | Светско првенство           | Берлин, Немачка                 |        | 14,58  |        |
| 2010   | Светско првенство у дворани | Доха, Катар                     |        | 14,64  |        |
| 2013   | Светско првенство           | Москва, Русија                  | 7      | 14,29  |        |

### Лични рекорди
- на отвореном:

скок удаљ — 6,72 м 29. јун 2007. Москва, Русија
троскок — 15,02 м- 9. август 2006, Гетеборг, Шведска
- у дворани

скок удаљ — 6,57 м 23. јануар 2005, Москва, Русија
троскок — 14,93 м 11. март 2006, Москва, Русија